# Rhathamictis perspersa
Rhathamictis perspersa är en fjärilsart som beskrevs av Edward Meyrick 1924. Rhathamictis perspersa ingår i släktet Rhathamictis och familjen bladskärarmalar. Inga underarter finns listade i Catalogue of Life.